# Kenan Mutapčić
Pas d'image ? Cliquez ici

a Compétitions nationales et continentales officielles uniquement.

b Matchs officiels uniquement.
Dernière mise à jour le 10 avril 2025.
Kenan Mutapčić, né le 6 novembre 1979, est un joueur bosnien de rugby à XV évoluant au poste de pilier gauche.

## Biographie
Kenan Mutapčić commence le rugby en 1991 à Zenica à l'âge de 12 ans. Puis, au début des années 2000, il vient en France pour travailler. C’est Džoni Mandić, un des anciens Mammouths de Grenoble de 1993 et Yasmin Deljkic, qui entraînaient tous deux Lons-le-Saulnier, qui le font signer à Dole. Tout s'enchaîne rapidement avec les signatures dans les clubs de Lons-le-Saunier, Bourg-en-Bresse et Grenoble.
En novembre 2013, il est sélectionné dans l'équipe des Barbarians français pour affronter les Samoa au Stade Marcel-Michelin de Clermont-Ferrand.

## Palmarès
- Champion de France de Pro D2 en 2012